# St. Katharina (Wenau)

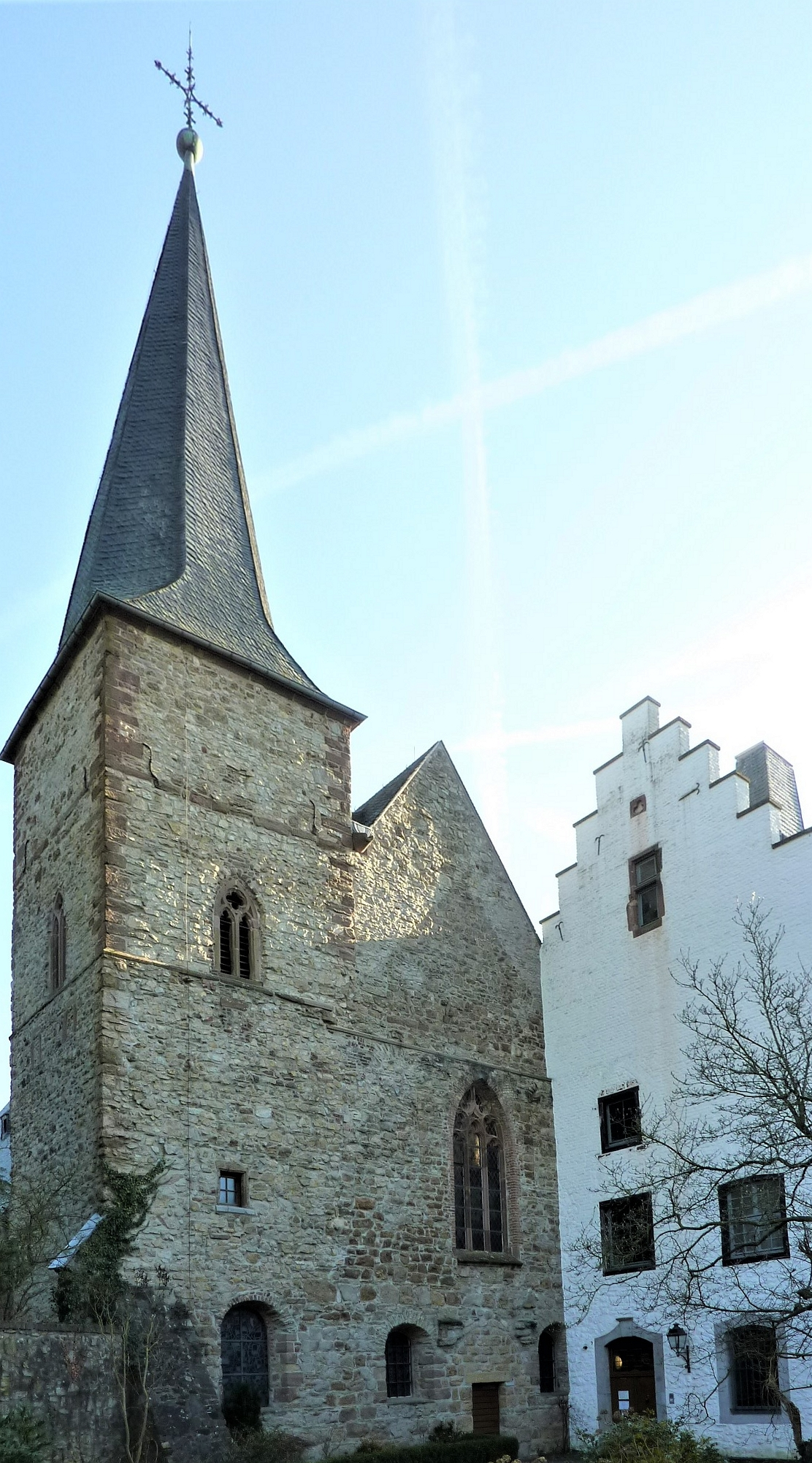
Pfarrkirche St. Katharina

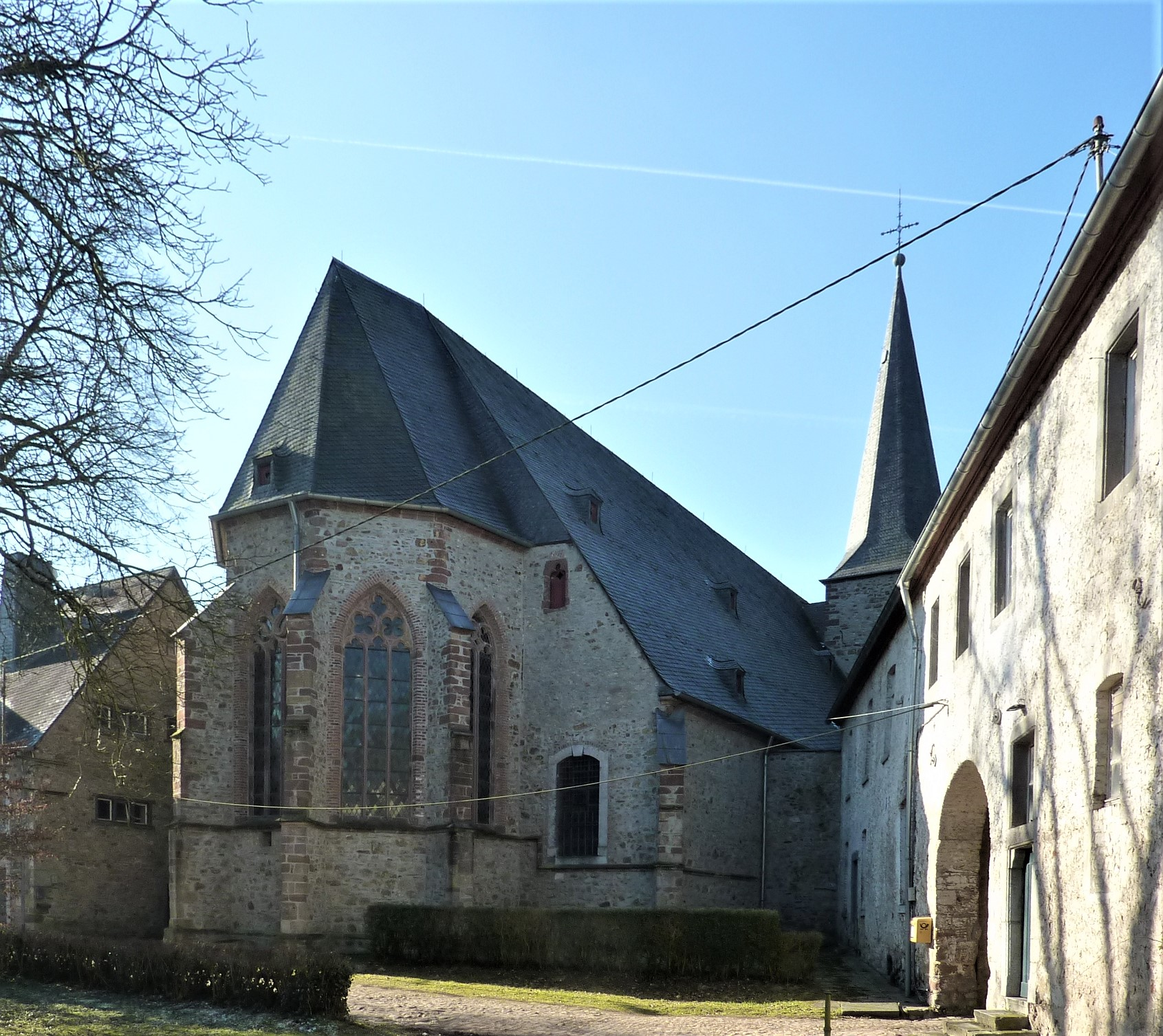
Blick zum Chor

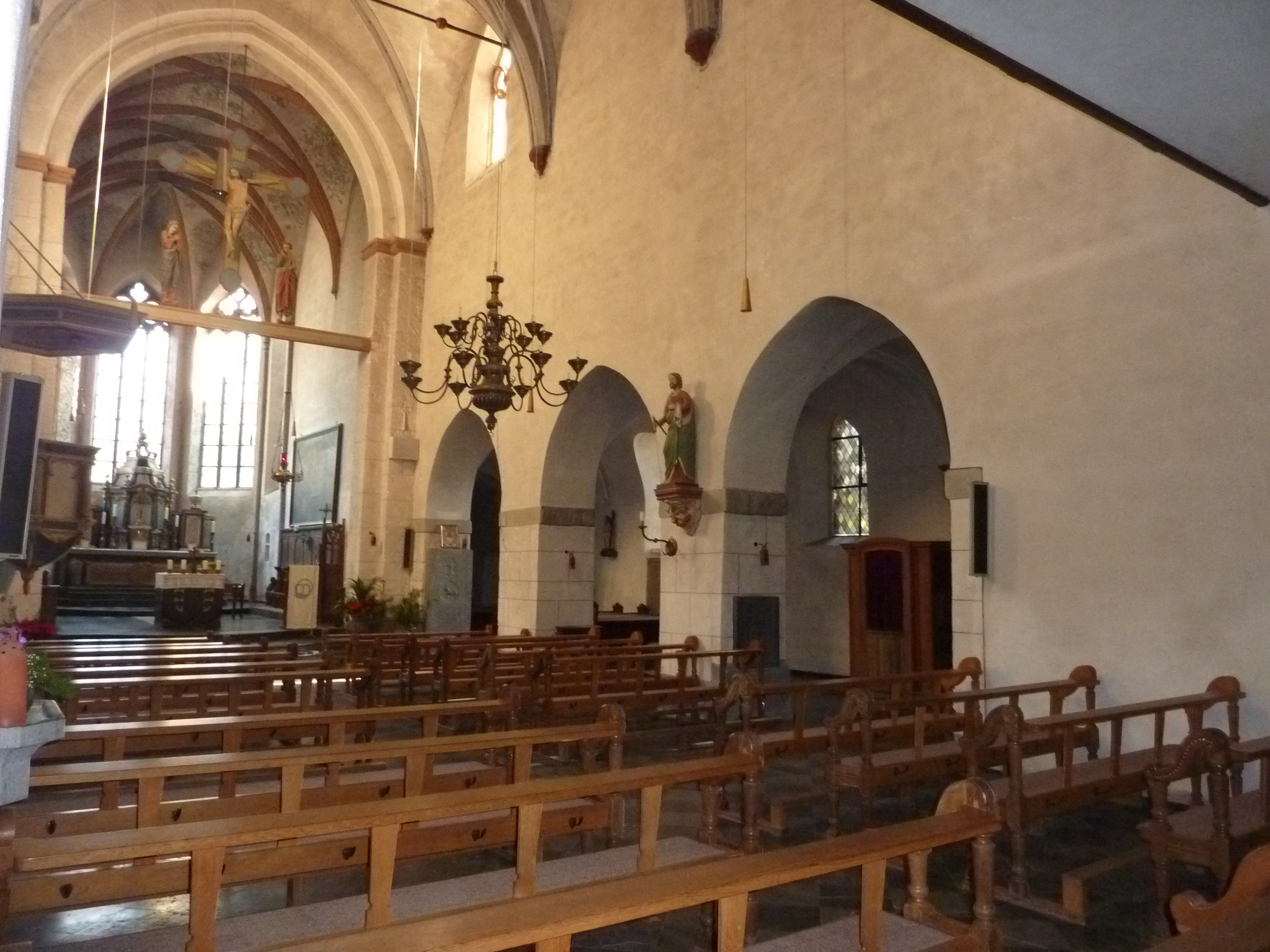
Langhaus vom Seitengitter aus

St. Katharina ist die römisch-katholische Pfarrkirche des im Kreis Düren liegenden und zu Langerwehe gehörenden Gemeindeteils Wenau. Das Gotteshaus stammt aus dem 12. Jahrhundert und dient heute sowohl religiösen als auch sozialen Aufgaben.

## Geschichte

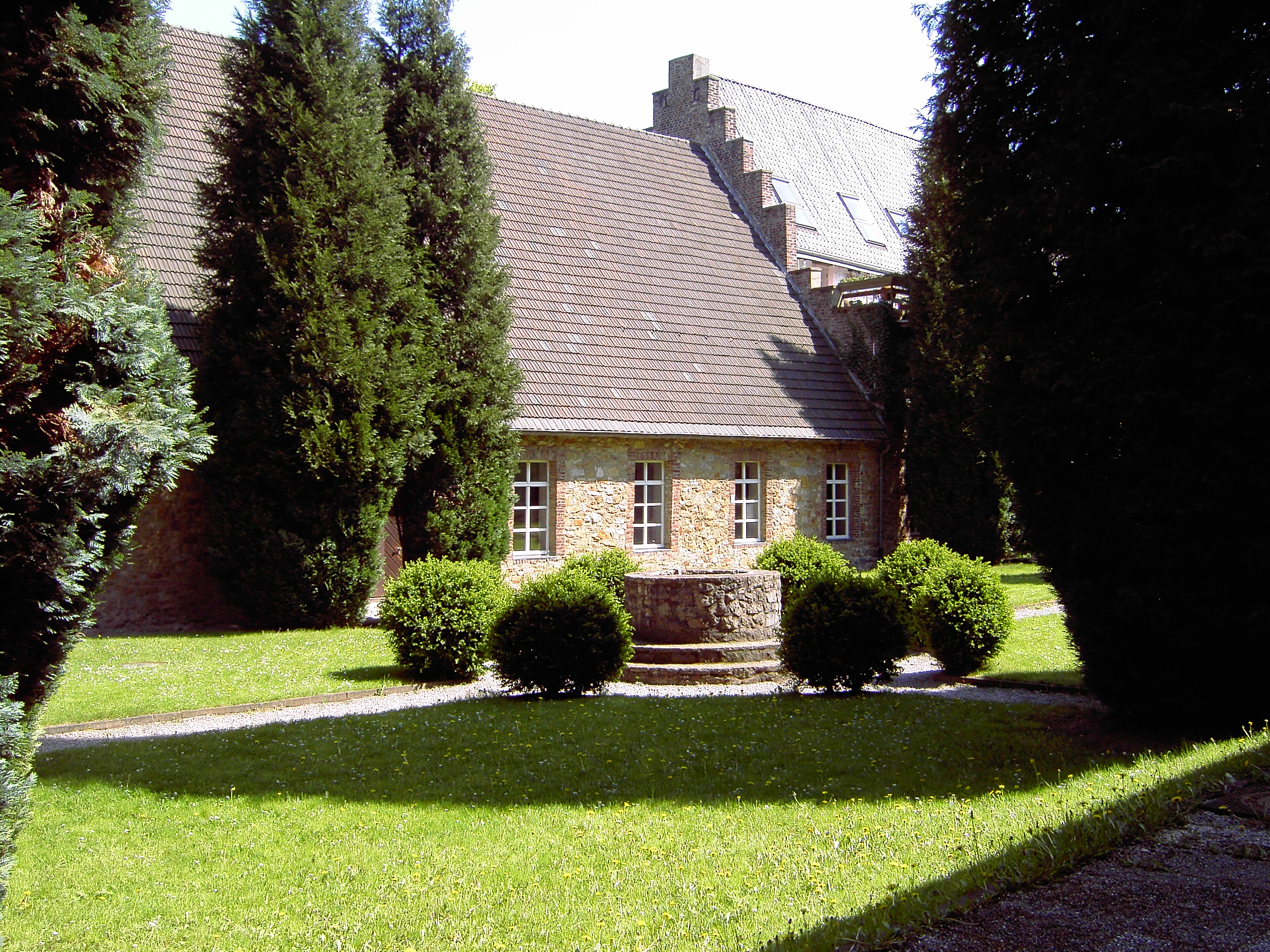
Klosterinnenhof

Die heutige Pfarrkirche wurde 1122 als Prämonstratenserkloster gegründet und folgte den Regeln Norbert von Xanten. Es wurde vom Grafen Walram III. Paganus von Limburg gestiftet. Die Mutterabtei war die Abtei in Floreffe nahe bei dem belgischen Namur, der das Kloster unterstand. Zusätzlich boten die Herren von Limburg Schutz.
Ursprünglich wurde das Kloster als ein Doppelkonvent für Männer und Frauen gegründet. Dies änderte sich 1340, als der Männerzweig in das neu gegründete Kreuzbrüderkloster Schwarzenbroich übersiedelte.
Im Jahre 1489 fand im Kloster eine umfangreiche Reform statt, bei der zahlreiche Regularien erneuert wurden. Während des Dritten Geldrischen Erbfolgekrieges wurde das Kloster im Jahre 1542 durch Truppen des Kaisers Karl V. geplündert. Während eines Brandes am 19. Mai 1561 sowie durch zahlreiche Plünderungen in den Folgejahren wurde ein Großteil der Gebäude zerstört. Das Kloster verarmte und konnte lediglich durch Gütertausch vor dem Untergang bewahrt werden. Erst im 15./16. Jahrhundert wurde der Chor der Kirche mit ihrem Kreuzrippengewölbe neu errichtet.
Plündernde Truppen Ludwigs XIV. von Frankreich zerstörten das Klostergebäude 1642. Erst 1678 wurde es wieder aufgebaut. Im 18. Jahrhundert erhielt es seine barocke Ausstattung. Während des Erdbebens von Lissabon am 1. November 1755 wurde das Kloster beschädigt.
Französische Truppen beschlagnahmten sowohl das Kloster Wenau als auch das Kloster Schwarzenbroich 1794, ein Jahr später übernahm Frankreich am 21. März 1795 die Verwaltung sämtlicher linksrheinischer Länder.
Im Jahre 1802 wurde das Kloster Wenau aufgelöst. Damit endet eine 680-jährige Klostergeschichte.
1804 wurde die Pfarre „St. Katharina“ gegründet, wobei Klosterkirche und große Teile der Klostergebäude sowohl für karitative und kirchliche Zwecke sowie als Dorfschule genutzt wurden.
Während des Zweiten Weltkrieges wurden die Gebäude der ehemaligen Klosteranlage beschädigt.
Im Jahre 1956 wurde bis auf den Kreuzgang und einige Nebengebäude die ehemalige Klosteranlage restauriert. St. Katharina erhielt 1969 neue Glocken, die der Heiligen Katharina, dem Heiligen Pankratius und dem Heiligen Norbertus sowie dem Heiligen Donatus geweiht wurden. 1980 wurde der östliche Kreuzgangflügel restauriert, gefolgt von der Restaurierung des Pankratius-Altars im Jahre 1999.
Die Pfarrkirche Wenau ist Station des in Santiago de Compostela endenden Jakobsweges.

## Kunstschätze
Zu den bemerkenswerten Kunstschätzen des Gotteshauses gehört die hölzerne Kreuzigungsgruppe aus den Jahren 1250/1260. Sie zeigt in der Mitte den gekreuzigten Christus, der von Maria auf der linken und Johannes auf der rechten Seite umgeben ist. Diese war ursprünglich an der Nordseite des Turmes angebracht worden, wurde 1953/54 aber im Triumphbogen der Kirche aufgestellt.
Diese Kreuzigungsgruppe ist das älteste vollständig erhaltene Beispiel des 13. Jahrhunderts im maasländischen Bereich.

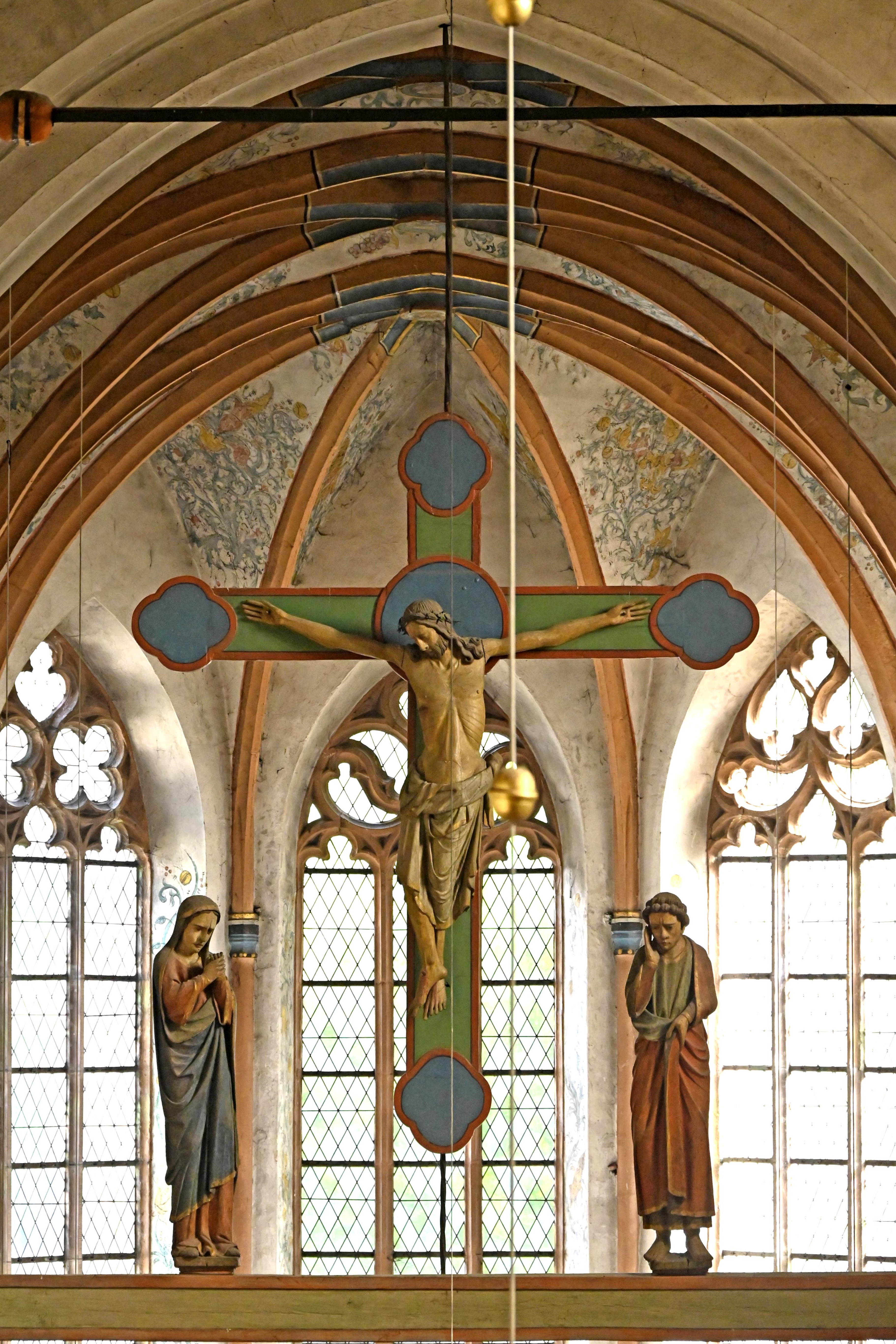
Kreuzigungsgruppe
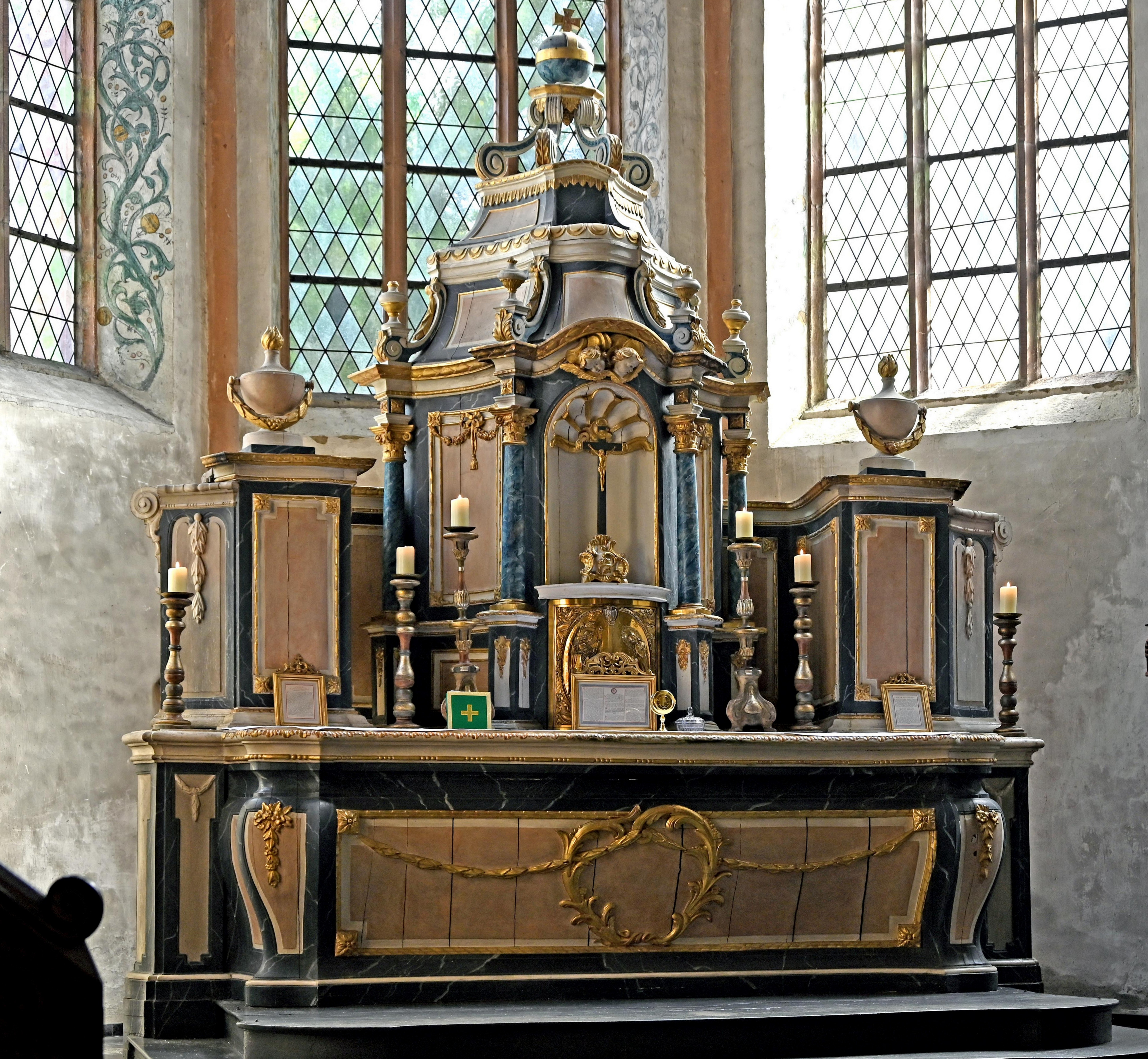
Hochaltar
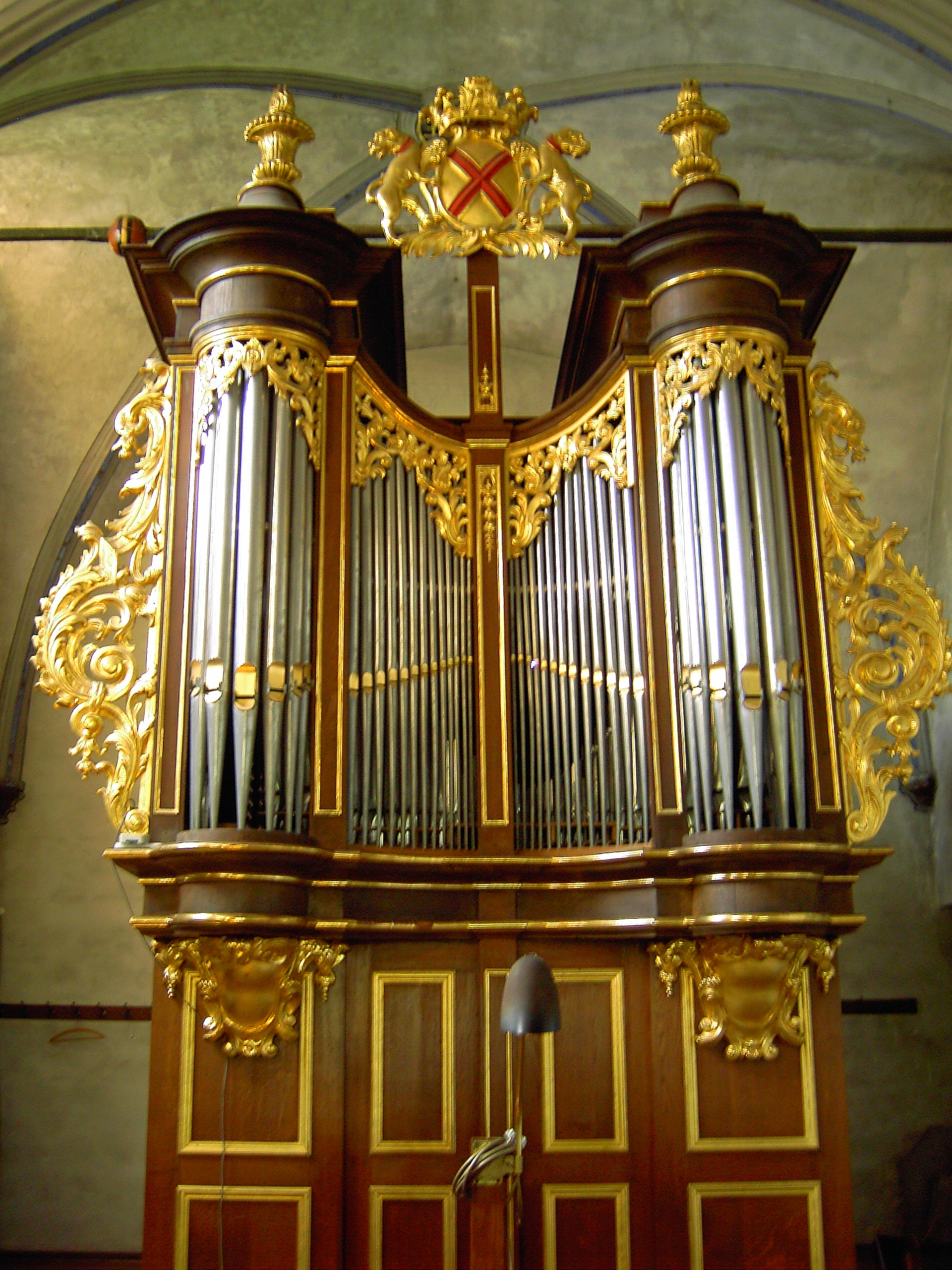
Orgel
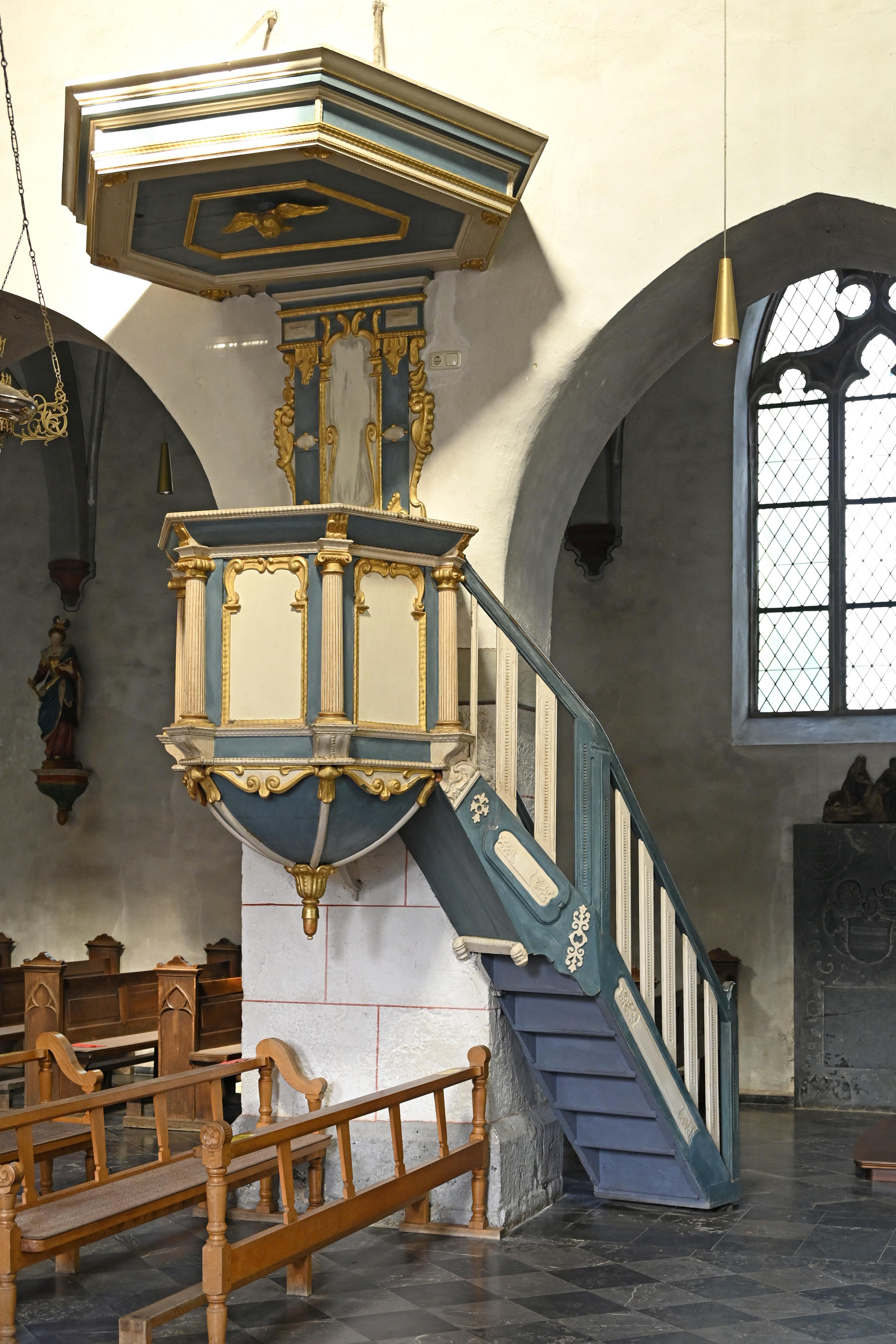
Kanzel

Der Hochaltar des Gotteshauses stammt aus Plänen des Aachener Barockbaumeisters Johann Joseph Couven. Dies gilt ebenfalls für die 1740 geschaffene Emporenbrüstung, das Orgelgehäuse von 1746 sowie die Kanzel des Jahres 1766. Vom Hochaltar ist nur noch der Tabernakelaufsatz auf dem Altartisch erhalten, nachdem 1860 der Säulenprospekt entfernt wurde.
Auffallend sind zahlreiche in der Kirche angebrachte alte Grabplatten. Diese wurden an den Pfeilern der Kirche angebracht und erinnern an bedeutende Priester und Schwestern aus der Geschichte des Klosters. Zusätzlich befinden sich in der dem Kirchenschiff benachbarten Gruft eine große Zahl Grabsteinplatten.

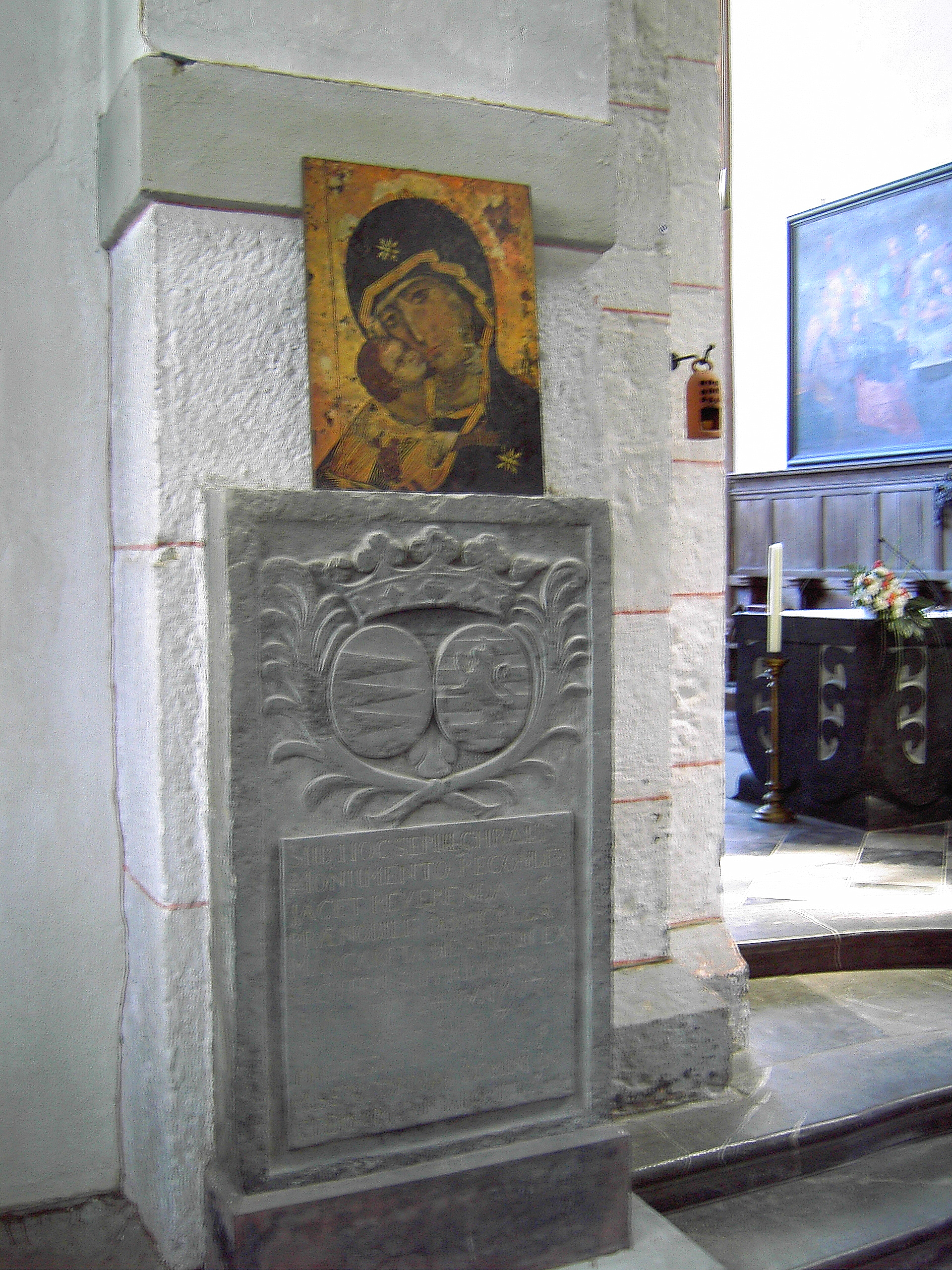
Grabplatte im Kirchenschiff
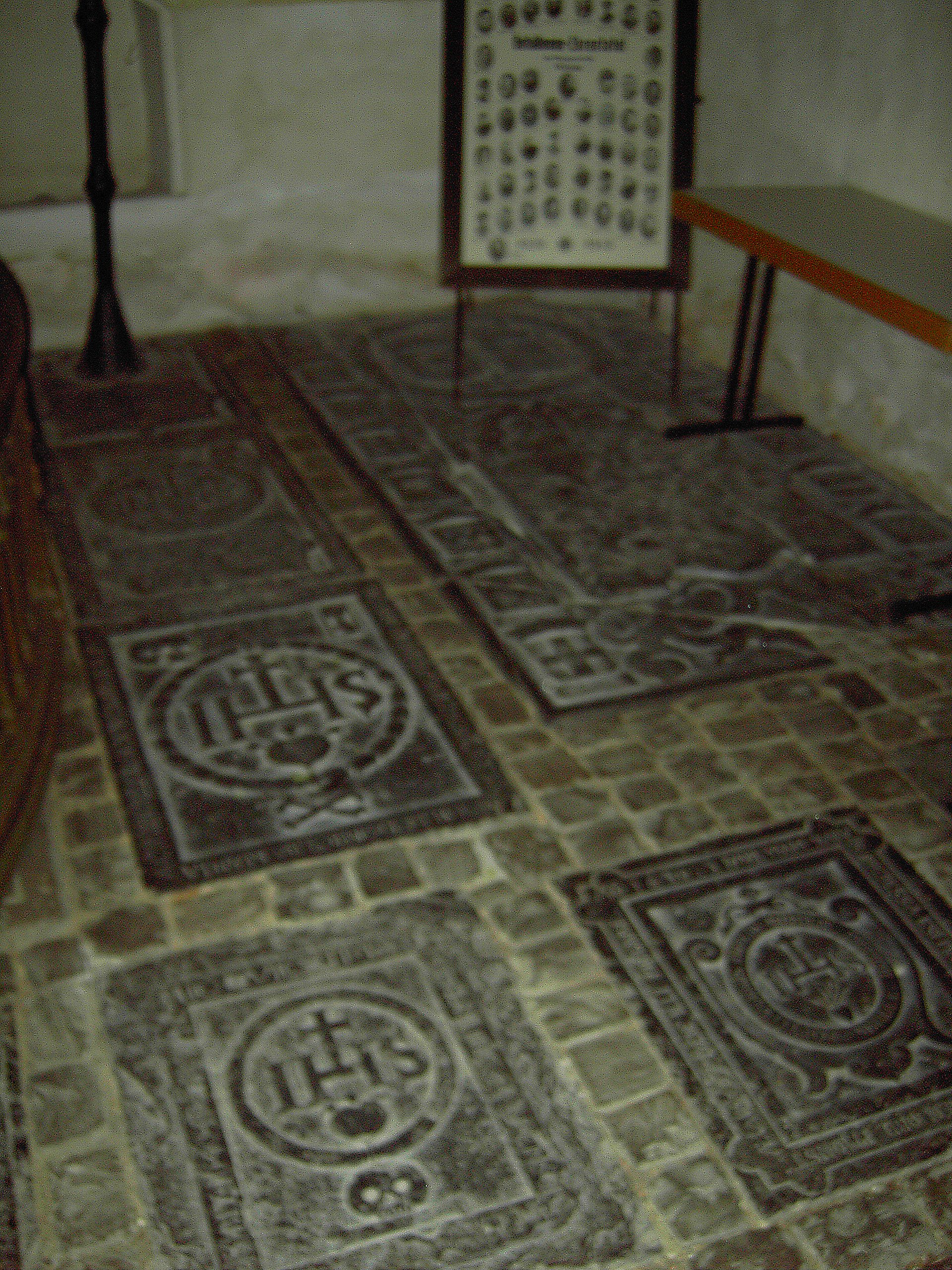
Blick in die Gruft

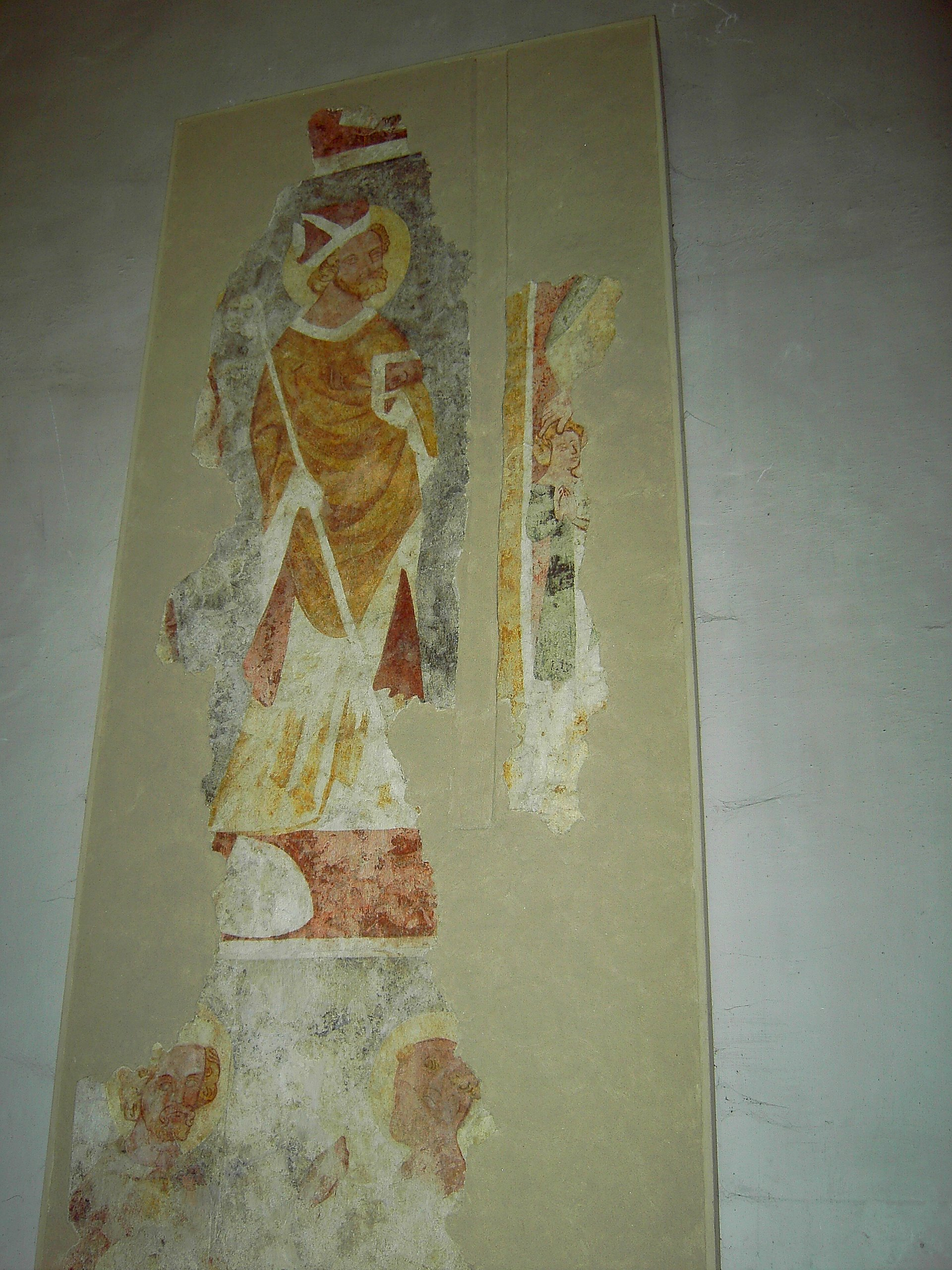
Wandmalerei des 15. Jahrhunderts

Während Sanierungsarbeiten im Jahre 1992 wurden an der Kirchensüdwand zwei Wandmalereifragmente aus dem Anfang des 15. Jahrhunderts entdeckt. Die unterhalb der Orgelempore gefundene Malerei zeigt die Passion Christi. Beide waren durch frühere Restaurierungsversuche stark beschädigt worden. Nach ihrer Restaurierung wurden sie im Vorraum der Kirche angebracht.
Zu weiteren Kirchenschätzen gehört die Kopfreliquie des heiligen Pankratius. Diese wurde von Heinrich III. von Limburg im Jahre 1198 aus Rom mitgebracht. Noch immer benutzt wird eine Turmmonstranz aus dem Jahre 1549 sowie ein Messkelch aus dem 16. Jahrhundert.

## Glocken
In den Jahren 1897 und 1928 lieferte die Glockengießerei Otto aus Hemelingen/Bremen jeweils drei Bronzeglocken für St. Katharina. Wahrscheinlich sind alle sechs Glocken den Glockenvernichtungen der beiden Weltkriege des vergangenen Jahrhunderts zum Opfer gefallen. Es sei denn, dass neben den vier Glocken der Glockengießer Petit & Gebr. Edelbrock aus dem Jahr 1969 (Töne: h' – cis'' – dis'' – fis''), die heute im Kirchturm hängen, die fünfte Glocken, eine Otto-Glocke von 1897 ist, jedenfalls nennt das Glockenbuch des Bistums Aachen im Abschnitt „Glockengeschichte“ der St.-Katharina-Kirche eine Otto-Glocken, die nicht kriegsbedingt eingeschmolzen wurde. Die ihr zugeordnete Jahreszahl „1470“ kann natürlich nicht richtig sein, weil es Otto-Glocken erst ab 1874 gibt.

## Pfarrer
Folgende Priester wirkten bislang als Pfarrer an St. Katharina:
- 1925–1955: Heinrich Körfer
- 1955–1978: Friedrich Pohlen
- 1978–1990: Stephan Weckauf
- 1990–1997: Klaus Adalbert Hellebrandt
- 1997–2009: Rüdiger Hagens
- 2009–2025: Heinz Portz
- Seit 2025: Klemens Gößmann